# Göran Lindqvist (militär)
Hans Göran Lindqvist, född 22 mars 1943 i Örgryte församling i Göteborgs och Bohus län, är en svensk militär.

## Biografi
Göran Lindqvist avlade officersexamen vid Krigsskolan 1966 och utnämndes samma år till fänrik i armén, varefter han befordrades till kapten vid Hallands regemente 1972. Han befordrades 1977 till major och var detaljchef vid Försvarsstaben 1978–1981 samt kompanichef vid Svea livgarde 1981–1982. År 1982 befordrades han till överstelöjtnant i Generalstabskåren och var avdelningschef vid Försvarsstaben 1982–1986 samt bataljonschef vid Hallands regemente 1986–1988. År 1988 befordrades han till överste och var brigadchef för Hallandsbrigaden och ställföreträdande chef för Hallands regemente 1988–1993, samt sektionschef i Arméledningen i Högkvarteret 1993–1995. Åren 1995–1998 var han försvarsattaché vid ambassaden i Oslo. Han var chef för Göta luftvärnskår åren 1998–2000.

## Utmärkelser
- Kommendör av Norska förtjänstorden (1 juli 1998)[3]